# NGC 5883
NGC 5883 este o galaxie lenticulară situată în constelația Balanța. A fost descoperită în 30 iulie 1867 de către Joseph Winlock⁠(d). Se află la o distanță de 106,74 megaparseci de Pământ.